# Època (astronomia)
En astronomia, una època és una data concreta a la qual fan referència les coordenades celestes o els elements orbitals d'un cos celeste. En el cas de coordenades celestes, la posició d'un objecte en un altre instant de temps es pot calcular tenint en compte la precessió i el moviment propi. En el cas dels elements orbitals, per a calcular-los en un altre instant de temps, és necessari tenir en compte la pertorbació produïda pels altres cossos celestes sobre l'objecte.
L'època estàndard actual és J2000.0, en què es pren com a referència el dia 1 de gener de 2000 a les 12:00 TT. El prefix "J" indica que és una època juliana. L'època estàndard anterior era B1950.0, en què el prefix "B" indica que era una època besseliana.
Abans del 1984, s'utilitzaven èpoques besselianes, actualment s'utilitzen èpoques julianes.
- El Henry Draper Catalogue utilitza B1900.0.
- Els límits de les constel·lacions van ser definits el 1930 al llarg de línies d'ascensió recta i declinació per a la B1875.0.

Les èpoques per als elements orbitals normalment es donen en temps terrestre (TT), en diferents formats, inclosos:
- Data gregoriana i hora: 2000 Jan. 1 12:00 TT,
- Data gregoriana amb fracció decimal del dia: 2000 Jan. 1.5 TT,
- Data juliana (dia julià amb fracció decimal del dia): JDT 2451545.0,
- Format d'elements a dues línies (utilitzat per la NASA i el NORAD): 00001.50000000.

## Època versus equinocci
Les dades astronòmiques sovint s'especifiquen no només en la seva relació amb una època o data de referència, sinó també en les seves relacions amb altres condicions de referència, com els sistemes de coordenades especificats per "equinocci", o "equinocci i equador", o "equinocci i eclíptica" quan siguin necessàries per especificar completament les dades astronòmiques del tipus considerat.